# Toquí de Vilcabamba
El toquí de Vilcabamba (Atlapetes terborghi) és un ocell de la família dels passerèl·lids (Passerellidae).

## Descripció
Mesura 16,5 cm aproximadament. Té el dors i la cua grisos. Els costats del cap són negres i té una corona vermellosa que es projecta fins al clatell. La gola, el pit i el ventre són grocs. Aquest toquí no ha estat tornat a veure des de la col·lecció d'espècimens i descripció com a espècie abans de 1993. Se sap molt poc sobre aquest toquí, però igual que altres, també s'alimenta al sotabosc de boscos i matolls humits a prop del terra . És probable que se superposi amb el toquí tricolor (Atlapetes tricolor) però es distingeix per les parts superiors més fosques i la corona i el clatell vermelloses.

## Hàbitat i distribució
És endèmic del Perú. Habita en la serralada de Vilcabamba, al sud del Perú en boscos perennes de muntanya, probablement a 1.700-2.250 m, amb capçades altes (però irregulars i trencades) i un sotabosc dens (Weske i Terborgh 1981).

## Etimologia
El nom «Atlapetes» deriva del grec antic “Atles” que en la mitologia grega va ser un tità que va ser convertit en una muntanya. «Pets» deriva també del grec antic i significa “ocell”. L'epítet «terborghi» és en honor al Dr. John Whittle Terborgh (n. 1936), zoòleg i ecologista estatunidenc.

## Taxonomia
Inicialment el tàxon terborghi va ser descrit per Remsen (1993) com una subespècie del toquí de Bolívia (Atlapetes rufinucha terborghi). Tanmateix, terborghi destaca de qualsevol tàxon de l'antic complex A. rufinucha per ser més verd i més fosc ventralment.
Comparteix amb Atlapetes melanolaemus (des del sud de Cusco al nord de La Paz; no parapàtric amb terborghi "perquè" estan separats per Atlapetes canigenis) una absència de taques lorals i una extensió de la capçada de color castany al bec (no separats per negre, com en A. rufinucha nominal), però difereix en no tenir les marques fosques dels pits de A. melanolaemus i en tenir almenys una petita marca negra de "bigotis". A més es diferencia de la A. rufinucha nominal per tenir un "bigotis" menys visibles.
Es diferencia tant de A. melanolaemus com de A. rufinucha nominal per tenir l'esquena una mica més pàl·lida, que mostra cert contrast amb el cap. No hi ha dades comparatives sobre les vocalitzacions.
Finalment, les autoritats taxonòmiques més rellevants atorguen l'estatus d'espècie de ple dret al toquí de Vilcabamba basant-se principalment en les estudis de Garcia Moreno & Fjeldså (1999).